# Émile Laporte
Émile-Henri Laporte (Parigi, 26 gennaio 1841 – Ville-d'Avray, 7 febbraio 1919) è stato uno scultore e pittore francese.

## Biografia
Émile Laporte nacque a Parigi il 26 Gennaio del 1841. Fu il figlio di un orologiaio e di una sarta, che fecero anche la sorella Marie-Zélie (1847-1822). 
Fu cresciuto dai nonni a Colmar, e in seguito a Troyes. 
Tornò a Parigi all'età di tredici anni, apprendista come incisore su rame , che abbandonò. Poi è entrato nella scuola di disegno comunale in rue des Petits-Carreaux .
Divenne poi uno studente gratuito alle Belle Arti di Parigi nei laboratori di Charles Gleyre e Isidore Pils . Espone per la prima volta al Salon nel 1864, presentando 
due dipinti, Betsabea e un ritratto di donna. Vive al 125 di rue de Vaugirard . Quell'anno, Pierre-Auguste Renoir, che ha 
anche esposto al Salon, ha dipinto il suo ritratto; i due uomini sembrano essere stati amici intimi dalla fine degli anni Cinquanta 
dell'Ottocento, frequentando, tra l'altro, la stessa bottega, quella di Gleyre. Renoir aveva già rappresentato Laporte in un ritratto 
di un gruppo di studenti. I due amici condividevano addirittura intorno al 1862 un appartamento al 29 ° posto Dauphine , situato nella residenza di famiglia di Laporte. 
Renoir dipinse anche il ritratto di Marie-Zélie Laporte (1864, Musée des beaux-arts de Limoges) che avrebbe sposato Gustave Peignot (1839-1899) poche settimane dopo .
Laporte espone regolarmente al Salon, tra il 1866 e il 1870, dipinti e paesaggi di ispirazione pastorale e orientalista. Risiede in quel momento al 45 di rue Joubert.
Nel Gennaio 1871, è uno degli artisti che lavorano all'esecuzione di una commissione privata, la suite Binant .
Espone nuovamente al Salon dal 1874 al 1879, presentando in media due tele: ritratti, paesaggi, pannelli decorativi accompagnati da disegni. Ammesso al Salon degli artisti francesi , vi espose nel 1880 e nel 1881.
Terminò la sua carriera nel 1875 come direttore della scuola municipale di disegno 2 ° arrondissement di Parigi, rue des Petits-Tile, poi come direttore della scuola d'arte Etienne Marcel, rue aux Ours .
Si è poi trasferito a Ville-d'Avray , città di cui è diventato sindaco.
Nomina la Taylor Foundation, di cui faceva parte, suo legatario universale.
Morì a Ville-d'Avray il 7 febbraio 1919.